# Viola esculenta
Viola esculenta är en violväxtart som beskrevs av Ell.. Viola esculenta ingår i släktet violer, och familjen violväxter. Inga underarter finns listade i Catalogue of Life.